# Gonolobus uniflorus
Gonolobus uniflorus är en oleanderväxtart som beskrevs av Carl Sigismund Kunth. Gonolobus uniflorus ingår i släktet Gonolobus och familjen oleanderväxter. Inga underarter finns listade i Catalogue of Life.